# Ministère de la Culture (Yémen)
Pour les autres articles nationaux ou selon les autres juridictions, voir Ministère de la Culture.
Le ministère de la Culture (arabe : وزارة الثقافة) est le département ministériel du gouvernement yéménite.

## Liste des ministres
| Début            | Fin             | Ministre               | Gouvernement                                                                                              |
| ---------------- | --------------- | ---------------------- | --- |
| 18 décembre 2016 | En poste        | Marwan Damaj           | Gouvernement Ahmed ben Dagher Gouvernement Maïn Abdelmalek Saïd (1) Gouvernement Maïn Abdelmalek Saïd (2) |
| 07 novembre 2014 | 22 janvier 2015 | Arwa Othman (en)       | Gouvernement Khaled Bahah (1) Gouvernement Khaled Bahah (2) Gouvernement Ahmed ben Dagher                 |
| 2015             | 2016            | Houda Ablan            | Gouvernement intérimaire yéménite                                                                         |
| 2016             | En poste        | Abdullah Al-Kibsi (en) | Gouvernement Abdel Aziz ben Habtour                                                                       |

## Annexe